# 掼奶油

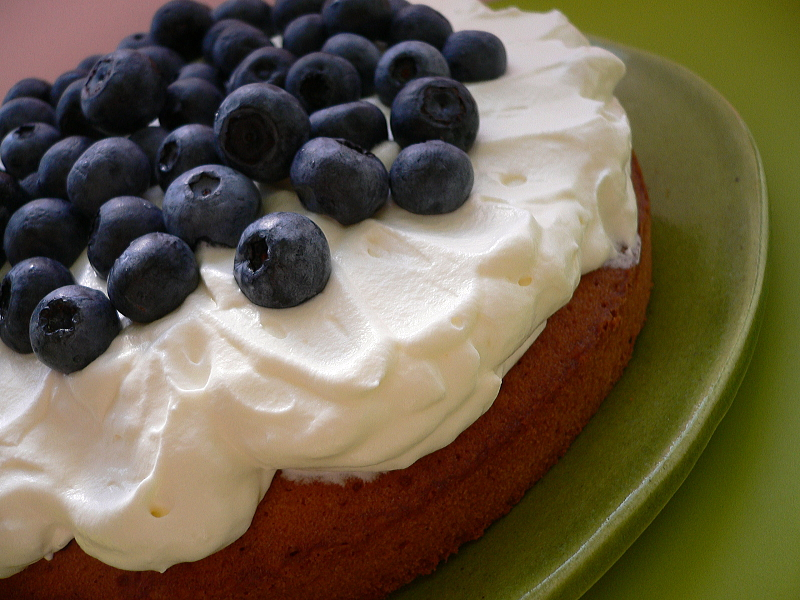
塗在藍莓蛋糕上的新鮮奶油

掼奶油（英語：whipped cream）或淡奶油，亦有人音譯自法語稱之為香緹鮮奶油（法語：crème chantilly），是经过打发的鮮奶油。乳脂含量不低于30%的液态奶油（whipping cream）在搅拌过程中与空气混和，逐渐变成蓬鬆的半液態軟膠狀，體積变为兩倍左右。

## 历史
生奶油在16世纪开始流行，在多本著作中有提及，曾被称为“牛奶雪”（英语：milk snow）。雪奶油（英语：snow cream）的名称一直到17世纪还在使用 。

## 成分
用于打发的奶油脂肪含量很高，因为脂肪颗粒容易形成包围气泡的稳定结构。一般打发奶油的乳脂含量在30%-36%之间， 蛋白质含量在2.5-2.2%之间。
打发奶油里会添加糖，使其味道變甜。有時會搭配香莢蘭或加入橙花水調味。

## 制备

### 搅拌法
传统方法是通過攪拌鮮奶油，直到它明亮和蓬鬆；將液態的鮮奶油不停地攪拌直到被打成蓬鬆的半液態軟膠狀，這是因為奶油中含有超過30%的脂肪在攪拌過程中與空氣混和，空氣被油脂的網絡鎖住而導致得出來的奶油是攪拌前的大約兩倍體積。
打發之前最好是冷藏。如果在形成生奶油的狀態後繼續攪拌，油脂會黏在一起變成固體的奶油，其液態成分會被完全地分離出來成為白脫牛奶，這種奶因為上述原因所以其脂肪含量比一般的牛奶要低。有時候為了令生奶油的質感更挺身及避免過度攪拌成牛油會在事前加入糖霜。

### 充气法

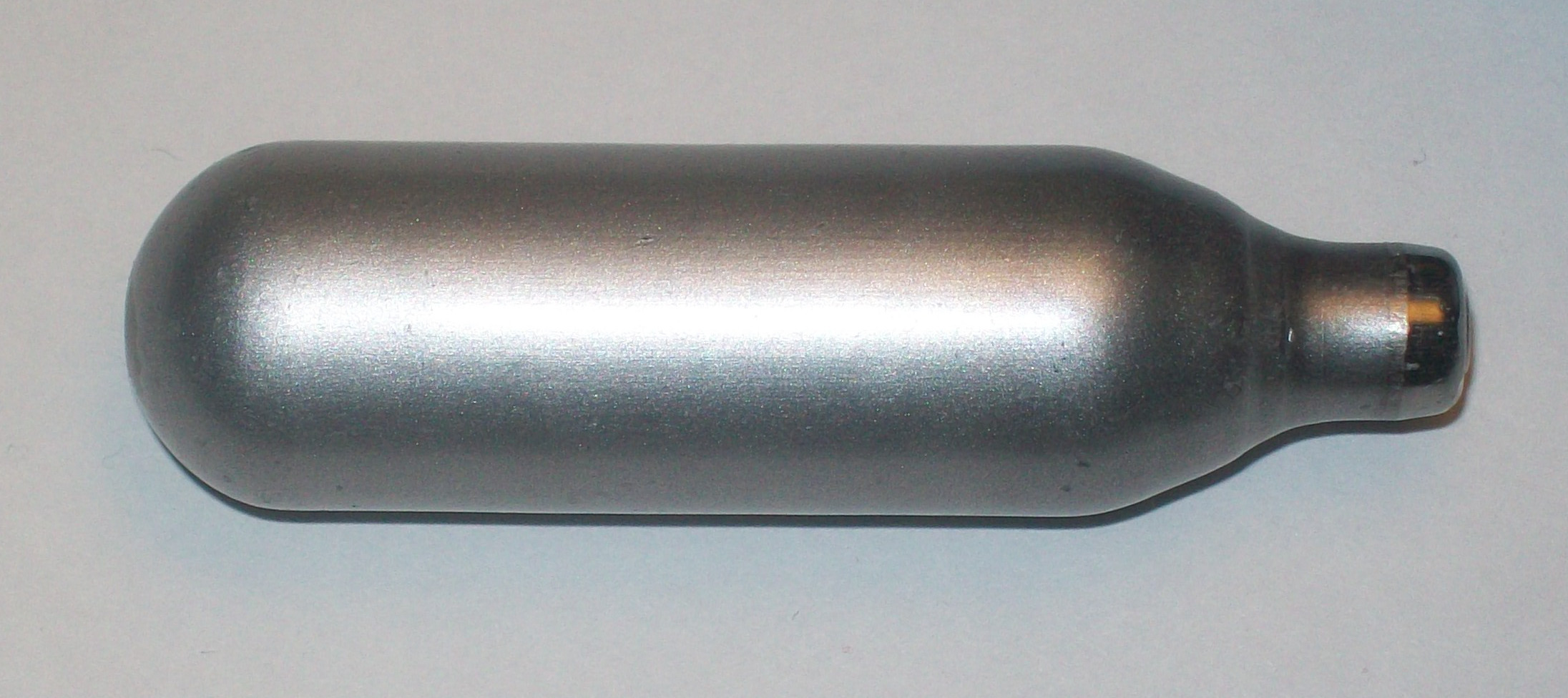
奶油气弹里装有笑气。

生奶油可以买现成的喷灌。但喷罐装挤出来已经打发好的奶油稳定性差，一般只用来装饰热饮和水果，不适合装饰蛋糕。自己制作时，将需要打发的奶油装入一个形状类似“保温杯”的喷枪（whipping siphon），装上一颗银色子弹大小的“气罐”，按动阀门，即可喷出打发的奶油。

## 用途
生奶油通常加在咖啡或可可飲料上，或塗在西式甜點上如蛋糕、派或雪糕等。可以使用擠花袋在糕點上擠出生奶油裝飾花紋，添加稳定剂可长时间保持形状。